# مارکو آلبارلو
مارکو آلبارلو (ایتالیایی: Marco Albarello؛ زادهٔ ۳۱ مهٔ ۱۹۶۰) اسکی‌باز صحرانوردی اهل ایتالیا بود.